# Dariusz Sobieraj
Dariusz Wojciech Sobieraj (ur. 3 grudnia 1962 w Ćmielowie) – polski lekarz i samorządowiec, działacz Polskiego Stronnictwa Ludowego. Radny województwa podkarpackiego IV, V i VI kadencji. Specjalista z zakresu chirurgii ogólnej i urologii oraz organizacji służby zdrowia.

## Życiorys
Studia wyższe na Wydziale Lekarskim Akademii Medycznej w Lublinie ukończył w 1988. W 2016 uzyskał stopień naukowy doktora nauk medycznych.
Po studiach pracował w szpitalu w Brzozowie, najpierw jako młodszy asystent na oddziale chirurgii ogólnej, a następnie na stanowisku kierownika oddziału pomocy doraźnej. We wrześniu 1997 został powołany na stanowisko zastępcy ordynatora oddziału chirurgii w Brzozowie, a w grudniu 1997 objął funkcję ordynatora oddziału urologii Szpitala Wojewódzkiego im. Jana Pawła II w Krośnie. Wdrożył na oddziale nowoczesne zabiegi urologiczne, takie jak usunięcie pęcherza moczowego z utworzeniem zastępczego pęcherza jelitowego, radykalną prostatektomię oraz szereg innych metod zarówno endoskopowych, jak i klasycznych. 
W latach 2010–2018 był wojewódzkim konsultantem z zakresu urologii dla województwa podkarpackiego.
Aktywnie działa w wielu krajowych i zagranicznych towarzystwach medycznych. Są to m.in. Polskie Towarzystwo Urologiczne, Europejskie Towarzystwo Urologiczne (EUA) oraz Amerykańskie Towarzystwo Urologiczne (AUA). W listopadzie 2018 zasiadł w zarządzie krakowskiego oddziału Polskiego Towarzystwa Urologicznego. Prowadzi szereg akcji i działań społecznych. Dariusz Sobieraj był ekspertem oraz stworzył materiały dla potrzeb ogólnopolskiej kampanii #KROCZE. W 2024 został powołany na stanowisko przewodniczącego Rady Społecznej przy szpitalu MSWiA w Rzeszowie.
Przez trzy kadencje (od 1998 do 2010) pełnił funkcję radnego powiatu krośnieńskiego. W latach 1998–2002 był wiceprzewodniczącym rady powiatu oraz przewodniczącym Komisji Zdrowia i Rodziny. W 2006 został ponownie wybrany na stanowisko wiceprzewodniczącego rady. W 2010, 2014, 2018 i 2024 wybierany do Sejmiku Województwa Podkarpackiego. W latach 2010–2013 pełnił funkcję wiceprzewodniczącego sejmiku oraz przewodniczącego Komisji Współpracy z Zagranicą, Turystyki i Promocji. W 2015 i 2023 kandydował bezskutecznie do Sejmu.
31 stycznia 2024 został powołany na stanowisko doradcy społecznego ministra obrony narodowej, wicepremiera Władysława Kosiniaka-Kamysza.
Wieloletni członek Ochotniczej Straży Pożarnej.

## Działalność w towarzystwach naukowych
- 2008–2019: Konsultant wojewódzki ds. urologii na terenie województwa podkarpackiego
- 2003: Członek AUA Amerykańskiego Towarzystwa Urologicznego
- 2000: Członek EUA Europejskiego Towarzystwa Urologicznego[13][14]
- 2000–2007: Prezes Krośnieńskiego Koła Polskiego Towarzystwa Lekarskiego (członek od 1988)
- 1999: Członek Polskiego Towarzystwa Medycyny Społecznej
- 1992: Członek Polskiego Towarzystwa Urologicznego
- 1994–1997: Delegat Okręgowej Izby Lekarskiej w Krakowie; Członek komisji studiów medycznych i podyplomowych oraz komisji socjalnej
- 1996–2000: Członek komisji rewizyjnej Krakowskiego Oddziału PTU
- 2000–2008: Przewodniczący komisji rewizyjnej Krakowskiego Oddziału PTU
- 2008–2012: Wiceprezes krakowskiego Oddziału PTU
- 2012: Członek zarządu krakowskiego Oddziału PTU[6]

## Życie prywatne
Wdowiec, ma czworo dzieci.